# Осада Гянджи (1606)
Осада Гянджи — битва, произошедшая в 1606 году во время Сефевидско-османской войны 1603—1618 годов между османскими войсками под предводительством Мехмеда-паши и войсками Сефевидов под предводительством Аббаса I Великого. Осада привела к успеху армии Сефевидов и возвращению Гянджинской крепости под контроль Сефевидов.

## Предыстория
Сефевиды были вынуждены отдать город османам в результате Стамбульского мирного договора, подписанного в 1590 году.
В 1603 году в ходе наступления, Аббас I имел большой успех. Его целью было вернуть себе территории, захваченные Османской империей в результате Сефевидско-османской войны (1578—1590 г.г.). В 1603 году ему удалось завоевать Нехавенд и Тебриз, а также весь запад Ирана, а в 1604 году, после продолжительной осады, он смог присоединить к территории своего государства город Ереван.
Османская империя долгое время была занята Джалалинскими восстаниями и не смогла быстро отреагировать на эти внезапные события в западных границах из-за влияния нового султана, который сидел на троне в 1603 году. В 1604 году Джигализаде Юсиф Санан-паша, назначенный восточным командующим, не смог выдвинуться в Иран, а в 1605 году османская армия во главе с Санан-пашой вновь потерпела крупное поражение в битве при Урмии.
После этого великого поражения последние османские войска на Южном Кавказе остались без помощи из-за беспорядков в османских военных командных чинах и вспыхнувшего восстания Канполадоглу, которое затронуло Сирию. Аббас І в 1606 году решил вернуть свои старые земли в Арране и Грузии, куда он пошёл со своей армией.

## Осада
Устранив угрозу османской армии, Аббас І начал осаду города Гянджа в апреле. Османский гарнизон численностью около 5000 человек в городе Гянджа находился под руководством Мехмед-паши, бывшего губернатора Тебриза.
После того как предложение о капитуляции было отклонено, армия Сефевидов открыла огонь. Канализация, прошедшая через ров вокруг замка и добравшаяся до одной из основных стен, подожгла трубы, которые они разместили прямо под стеной, и разрушила эту стену.
4 июля Османы переходят в общее наступление. В рукопашной схватке османские войска нанесли Сефевидам значительные потери, но погибло 2500 османов. Из-за этого, Мехдеду-паши приходится сдать город сефевидам. В городе Сефевиды убили более 2500 мирных жителей которые когда-либо сотрудничали с османскими войсками. Попавший в плен Мехмед-паша был отправлен в тюрьму в Мазандаране, а затем отпущен на свободу. Позже Мехмед-паша был казнён.

## Дальнейшие события
После сражения город в течение ряда лет оставался в полуразрушенном состоянии. Однако договор Насух-паши не был ратифицирован, и война возобновилась. В 1615 году город пережил ещё одно, на сей раз основательное, разрушение. В 1618 году был заключён Серавский мир, повторивший условия перемирия 1612 года.
В 1616 году город, по приказу шаха, перенесли на новое место, то есть начали строительство Новой Гянджи. Строительство протекало быстрыми темпами, и уже к концу первой четверти XVII века Новая Гянджа вновь являлась резиденцией правителя и значительным торгово-ремесленным центром. В конце XVII века османский путешественник Эвлия Челеби насчитывал в городе 6000 домов. Население города было пёстрым в этническом и религиозном смыслах: если в пределах городских стен большинство составляли азербайджанские тюрки и персы, то за стенами располагались обширные армянские предместья (faubourg des Armeniens по словам французского источника, «армянские слободы за городом» — по русскому) Количество армян было столь велико, что в планах восстановления независимости Армении Исраэля Ории предполагалось набрать в Гяндже 15.000 армянских солдат.
В 1723 году Турецкие войска в нарушение Зухабского договора 1639 года вторглись в Восточное Закавказье и Восточную Грузию. В 1723 году к Гяндже подошла османская армия и в октябре предприняла её штурм, закончившийся неудачей. Однако при этом были уничтожены армянские предместья. Уцелевшие армяне бежали под защиту армянского войска в Нагорный Карабах. Гянджа опустела, в начале 1726 г. русский шпион докладывал, что «Ныне в Гянже находитца генжинских жителей басурманов семей 5 или 6, да армян с 50 семей, а протчие басурманы ушли в Ардевиль и в разные города, а армяне — в Согнаги (то есть в Карабах)».